# مارلي جافي
مارلي جافي (بالإنجليزية: Marielle Jaffe)‏ هي عارضة ومغنية وممثلة أمريكية، ولدت في 23 يونيو 1989 في الولايات المتحدة.

## أعمال

### أفلام
- (2011) سكريم 4[4]

### مسلسلات
- الحياة السرية لمراهقة أمريكية

## وصلات خارجية
- مارلي جافي على موقع IMDb (الإنجليزية)
- مارلي جافي على موقع ألو سيني (الفرنسية)
- مارلي جافي على موقع أول موفي (الإنجليزية)
- مارلي جافي على موقع قاعدة بيانات الأفلام السويدية (السويدية)
- مارلي جافي على موقع قاعدة بيانات الفيلم (الإنجليزية)
- مارلي جافي على موقع كينوبويسك (الروسية)